# Refugio de montaña

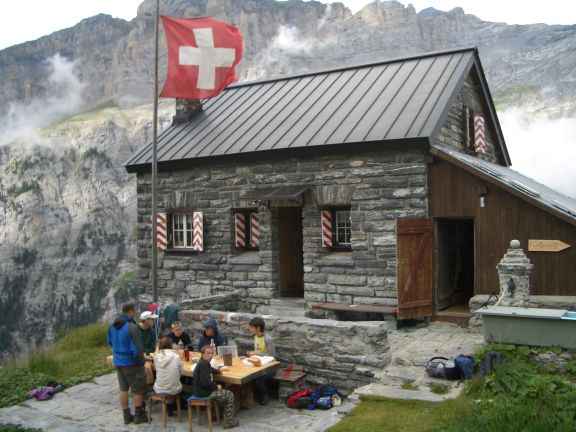
Refugio de montaña de Balmhornhütte, Suiza.

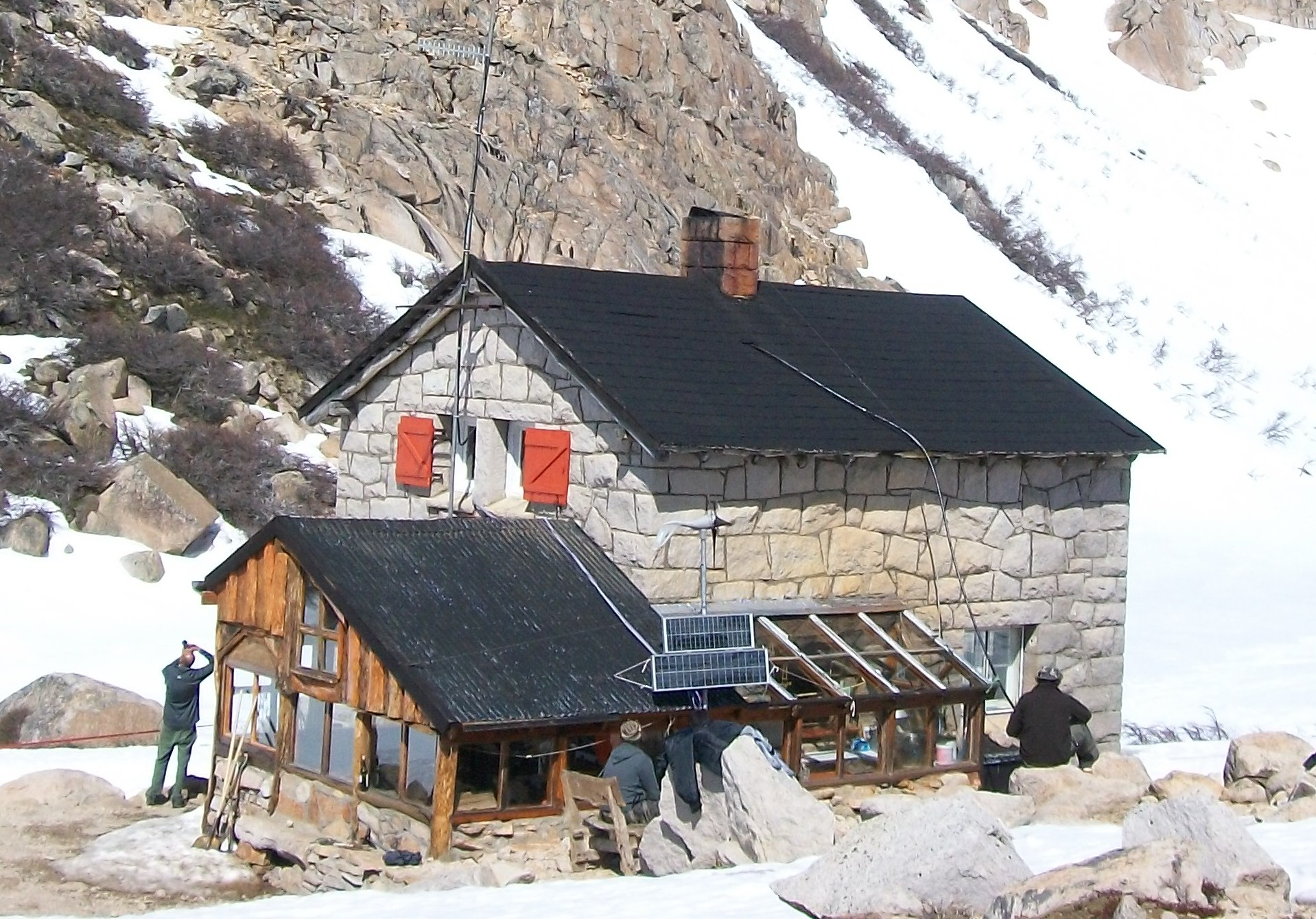
Refugio Frey, San Carlos de Bariloche Argentina.

Un refugio de montaña o albergue de montaña o cabaña de montaña es un edificio destinado a alojar y proteger de las inclemencias meteorológicas a alpinistas o excursionistas, que se sitúa en zonas de montaña, generalmente de difícil acceso, o en núcleos rurales. La mayoría de estas instalaciones están gestionados por un club alpino.

## Características
Las características de los refugios de montaña son muy variables: existen refugios muy básicos, del tipo llamado vivac, que solamente consisten en un techo con paredes, destinados únicamente a resguardar a los escaladores en zonas de alta montaña. Se encuentran siempre abiertos y cualquiera que los necesite puede hacer uso de los mismos.
Los refugios organizados están a cargo de uno o más empleados, y ofrecen servicios básicos de alojamiento y venta de algunas bebidas y comidas. Están divididos en varias habitaciones independientes, y son de madera o piedra del lugar, aunque ocasionalmente pueden ser de ladrillos, o estructuras prefabricadas. Suelen poseer sanitarios de tipo rústico, cocina comunitaria y alojamiento, compartiendo la habitación con el resto de montañeros. En la actualidad, la mayoría tiene algún tipo de generador eléctrico o paneles solares, y cuentan con una emisora en caso de problemas. La mayoría de los refugios sólo son accesibles a pie o a caballo, aunque existen algunos que pueden ser accedidos en automóvil por caminos precarios.
Hacia fines del siglo XX se desarrollaron refugios que ofrecen servicios propios de hoteles, por ejemplo ofreciendo comidas, aunque su confort sigue siendo rústico.
La mayoría son propiedad de un club alpino o club andino, que ofrece descuentos a sus socios. De su gestión se encargan los guardas o refugieros, nombrados por el club. Estos guardas pueden habitar en el albergue de forma permanente o bien, por su difícil acceso o durante la temporada de invierno, ocuparse periódicamente de su mantenimiento.